# 아스피스

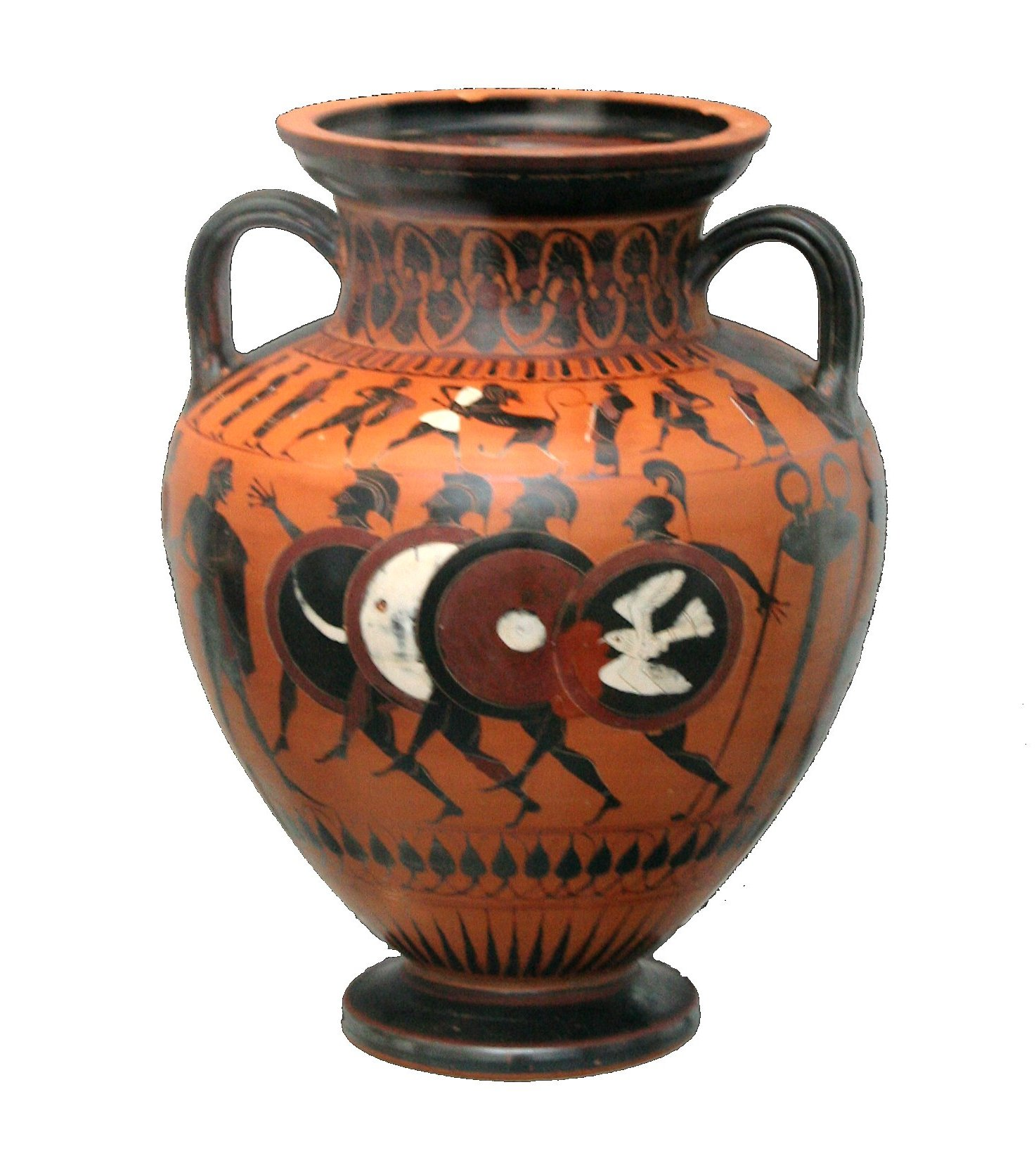
완전 무장을 하고 아스피스를 든체 호플리토드로모스를 하는 모습이 묘사된 기원전 550년 것으로 추정하는 그리스 꽃병.

아스피스(고대 그리스어: ἀσπίς, 단수형 아스피데스, 고대 그리스어: ἀσπίδες)는 고대 그리스의 다양한 시기에 보병들이 사용한 단단한 목재 방패이며, 때로는 호플론이라고도 불린다.

## 구조
아피스는 상당히 오목하고 주로 목제로 만들어졌다. 일부는 표면에 얇은 청동판을 씌었는데, 종종 가장자리에 있었다. 몇몇 시기의 관습에서는 방패를 장식하였다. 그외의 시기에는 일반적으로는 가만히 두었다. 아마도 가장 유명한 아피스의 장식은 스파르타의 다른 명칭인 라케다이몬 (Λακεδαίμων)의 람다 (Λ)가 있는 스파르타의 것 일 것이다. 기원전 5세기 말부터 아테네의 호플리테스는 보통 금눈쇠올빼미를 사용했고, 테베의 호플리테스들은 때때로 스핑크스 또는 헤라클레스의 방망이로 장식했다.
아스피스는 최소 지름 0.91 미터, 중량 7.3 kg로 맞춰져 있고, 25–38mm의 두께를 지녔다. 이 넓은 방패는 어깨에 편안하게 받치도록 하기 위해 모양이 만들어졌을 가능성이 있다. 이 방패의 혁신적인 부분은 사실 손잡이다. 아르고스 손잡이라고도 알려진 이것은 방패의 가장자리에 위치해있으며, 가운데에 있는 고정 가죽끈 (팔뚝에 착용)으로 받쳐진다. 이것은 호플리테스들이 방패를 지닌체 좀 더 이동성 뿐만 아니라 그들의 공격적 능력 활용과 더 나은 팔랑크스 지원을 가능하게 하였다. 이 방패는 어깨에 얹혀져 무릎까지 내려왔다. 이 넓은 방패는 오티스모스라고 불리는 다수의 호플리테스들이 적군쪽 앞으로 밀어내기 위한 행위를 위해 만들어졌으며, 그들의 가장 핵심적인 장비였다. 이 방패가 볼록하여서 강을 건널때 구명 기구로 사용이 가능하게 했으며, 넓기도 하여서 둥근 면에 전장의 시신을 옮기는데 사용 가능하게 했다.
이런 방패는 시간의 흐름을 잘 견디지 못하여, 단 하나의 아스피스만이 우리가 구조의 세부 사항을 측정할 수 있을만큼 충분한 보존되어 현대에 남았다. 이 방패를 “보마르초”(Bomarzo) 또는 “바티칸” 방패라고 부르는데, 현재 바티칸의 미술관에 위치해 있다. 1830년 중부 이탈리아의 라치오 주 보마르초 인근에서 발견됐다.

## 같이 보기
- 팔랑크스
- 고대 그리스 전쟁
- 호플리테스